# 泰蘭河
泰蘭河（法語：Thérain，法語發音：[teʁɛ̃]）是法國的河流，屬於瓦茲河的支流，河道全長94.3公里，流經上諾曼地和皮卡第，河口處在克雷伊，城畔城鎮有博韦、穆伊和蒙塔泰尔。

## 外部連結
- http://www.geoportail.fr （页面存档备份，存于）
- Sandre数据库中的泰蘭河 （页面存档备份，存于）